# Anzio 20 mm
L'Anzio 20 mm è un fucile anti-materiale progettato e commercializzato dalla Anzio IronWorks.
È il primo fucile anti-materiale statunitense progettato e prodotto con calibro superiore a 12,7 mm in oltre 80 anni. L'arma è disponibile in tre munizionamenti: 20 mm Vulcan (20 × 102 mm), 14,5 x 114 mm Russian e, recentemente, Anzio 20/50 in calibro 12,7 mm (che è tecnicamente una cartuccia di tipo "wildcat" cioè non prodotta di serie, ma solo in piccoli quantitativi). La munizione più usata rimane comunque il 20 mm Vulcan.

## Caratteristiche
Le caratteristiche principali includono un caricatore rimovibile opzionale da 3 colpi, una canna da 1 240 mm (49 in), e volata filettata per il montaggio di un freno di bocca speciale o un silenziatore.

## Performance
Con i suoi 51 521 J di energia cinetica, il proiettile da 20 mm sparato dal fucile Anzio ha più di tre volte l'energia di un comune proiettile .50 BMG sparato da un fucile comparabile, che risulta di 16 540 J. Il .600 Nitro Express, il secondo proiettile da caccia grossa safari per dimensione e anche il più comunemente usato, possiede circa 11 118 J di energia cinetica. Questo rende il fucile Anzio dotato di energia 4,8 volte maggiore di un fucile camerato in .600 Nitro Express.
La munizione proprietaria Anzio 20/50 possiede una minore energia cinetica, che si attesta comunque sui 29 828 J con palle da 800 grani. La cartuccia è ottenuta prendendo come base un comune proiettile calibro .50 BMG (già relativamente grande e molto veloce), la cui velocità già supersonica viene incrementata di 1,3 volte, montandola su un bossolo da 20 mm Vulcan modificato, in modo da creare così una cartuccia dalla maggior energia cinetica senza bisogno di aumentare le dimensioni complessive della pallottola. Nonostante il colpo presenti un'energia cinetica inferiore quella del 20 mm Vulcan, la loro efficacia è paragonabile grazie alla più piccola superficie d'impatto del 20/50, anche se, all'aumentare della distanza, la divergenza nelle performance aumenta piuttosto rapidamente.